# Bathymyrinae
Bathymyrinae – podrodzina ryb promieniopłetwych z rodziny kongerowatych (Congridae).

## Rozmieszczenie geograficzne
Do podrodziny należą gatunki występujące w wodach oceanów całego globu.

## Podział systematyczny
Do podrodziny należą następujące rodzaje:
- Ariosoma Swainson, 1838
- Bathymyrus Alcock, 1889
- Chiloconger Myers & Wade, 1941
- Kenyaconger Smith & Karmovskaya, 2003 – jedynym przedstawicielem jest Kenyaconger heemstrai Smith & Karmovskaya, 2003
- Parabathymyrus Kamohara, 1938
- Paraconger Kanazawa, 1961
- Rostroconger Smith, 2018 – jedynym przedstawicielem jest Rostroconger macrouriceps Smith, 2018